# XI Legislatura da Assembleia Legislativa da Região Autónoma da Madeira

A XI Legislatura (2015–2019) foi o mandato da Assembleia Legislativa Regional da Madeira resultante das eleições regionais de 2015.

Ireneu Barreto, representante da República
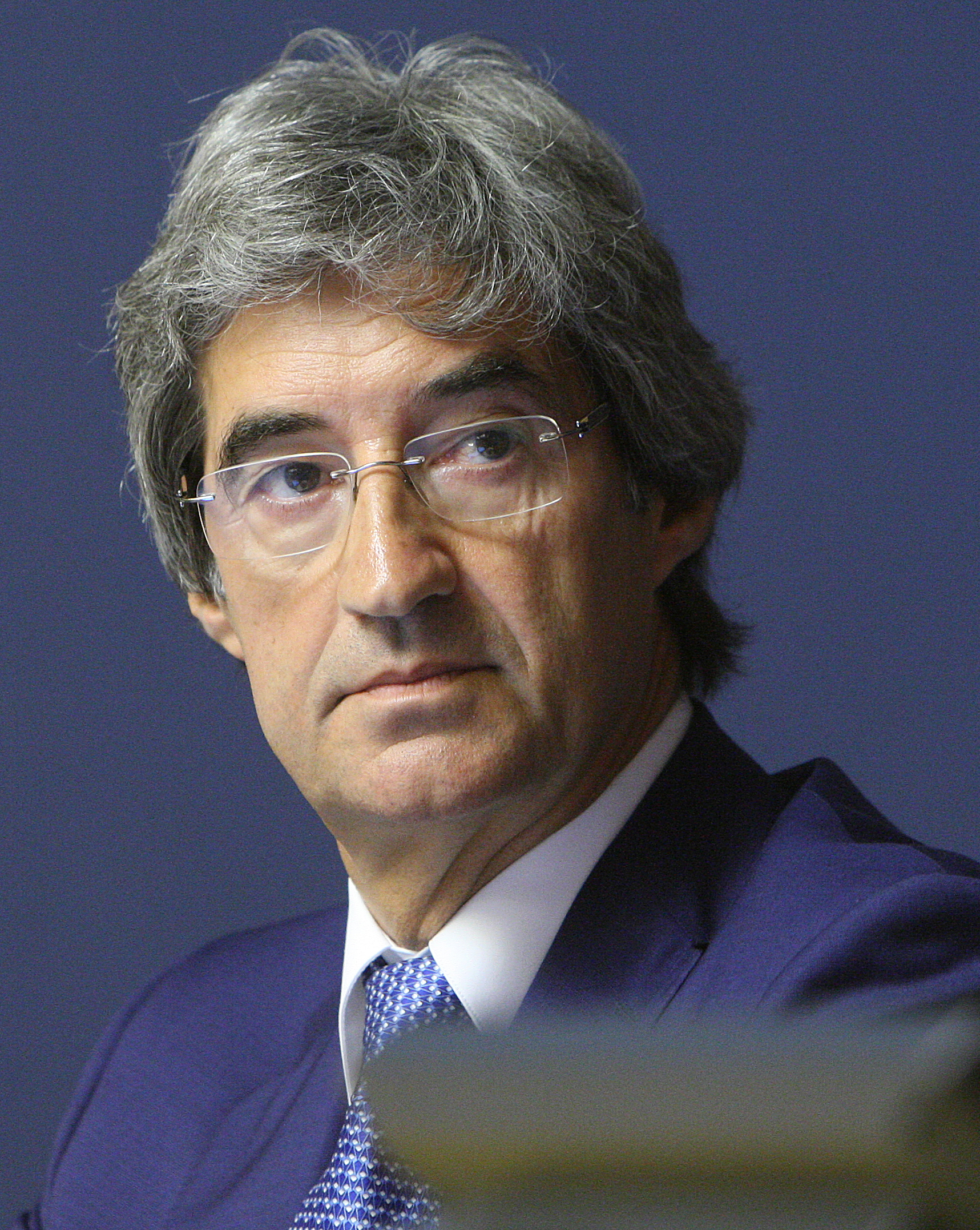
José Tranquada Gomes, presidente da Assembleia da República
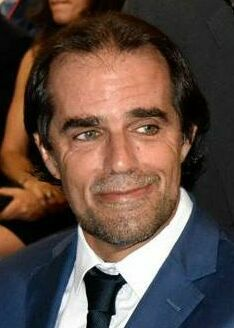
Miguel Albuquerque, presidente do XII Governo Regional da Madeira

## Grupos parlamentares
| Grupo parlamentar | Grupo parlamentar             | Lista por que foram eleitos          | Deputados     | Deputados | Deputados | Notas |
| Início            | 1.ᵃ alteração                 | Lista por que foram eleitos          | 2.ᵃ alteração |           |           | Notas |
| ----------------- | ----------------------------- | ------------------------------------ | ------------- | --------- | --------- | --- |
|                   | Partido Social Democrata      | Partido Social Democrata             | 24            | 24        | 24        | O PPD/PSD obteve 44,36% dos votos, mas conseguiu assegurar uma maioria absoluta dos deputados pela 11.ª vez consecutiva. |
|                   | CDS - Partido Popular         | CDS - Partido Popular                | 7             | 7         | 7         | Pela 2.ª vez apenas, o CDS-PP teve o 2.º maior GP. |
|                   | Partido Socialista            | Mudança                              | 5             | 5         | 5         | O PS concorreu em coligação com o Partido Trabalhista Português, o Pessoas-Animais-Natureza e o Partido da Terra (PS-PTP-PAN-MPT).                                                                                                |
|                   | Juntos Pelo Povo              | Juntos Pelo Povo                     | 5             | 5         | 5         | As eleições de 2015 foram as primeiras a que o JPP concorreu, elegendo logo o terceiro maior GP, ex aequo com o PS. |
|                   | Partido Comunista Português   | CDU - Coligação Democrática Unitária | 2             | 2         | 2         | O PCP concorreu, como sempre fez desde 1988, em coligação com o Partido Ecologista "Os Verdes" (PCP-PEV). |
|                   | Bloco de Esquerda             | Bloco de Esquerda                    | 2             | 2         | 1         | Rodrigo Trancoso renunciou ao mandato. Deesy Pinto, a seguinte na lista, tomou posse, mas não quis entrar para o GP do B.E. O partido perdeu o GP e Roberto Almada passou à condição de deputado único representante do partido.  |
|                   | Partido Trabalhista Português | Mudança                              | 1             | 1         | 1         | O PTP não tinha GP, mas, sim, um deputado único representante do partido. Concorreu em coligação com o Partido Socialista, o Pessoas-Animais-Natureza e o Partido da Terra (PS-PTP-PAN-MPT).                                      |
|                   | Partido da Nova Democracia    | Partido da Nova Democracia           | 1             | 0         | 0         | Não tinha GP, mas, sim, um deputado único representante do partido. Em acórdão de 23 de setembro de 2015, o Tribunal Constitucional decretou a extinção do PND, passando o deputado único, Gil Canha, à condição de não inscrito. |
|                   | não inscritos                 | Partido da Nova Democracia           | 0             | 1         | 2         | Deputados que não pertencem a nenhum GP nem são únicos representantes de um partido. |
| Bloco de Esquerda | não inscritos                 |                                      | 0             | 1         | 2         | Deputados que não pertencem a nenhum GP nem são únicos representantes de um partido. |
| Total             | Total                         | Total                                | 47            | 47        | 47        | |

## Lista de deputados
Todos os deputados são eleitos por um único círculo eleitoral correspondente a todo o território da região autónoma. Os deputados que exerceram funções nesta legislatura foram os seguintes:
| Deputado | Deputado              | Mandato      | Grupo parlamentar | Lista por que foi eleito | Notas |
| -------- | --------------------- | ------------ | ----------------- | ------------------------ | --- |
|          | Adolfo Brazão         |              | PPD/PSD           | PPD/PSD                  | |
|          | Avelino Conceição     |              | PS                | PS-PTP-PAN-MPT           | |
|          | Bernardo Caldeira     |              | PPD/PSD           | PPD/PSD                  | |
|          | Carlos Costa          |              | JPP               | JPP                      | |
|          | Carlos Pereira        |              | PS                | PS-PTP-PAN-MPT           | |
|          | Carlos Rodrigues      |              | PPD/PSD           | PPD/PSD                  | |
|          | Carolina Freitas      |              | PPD/PSD           | PPD/PSD                  | |
|          | Carolina Silva        |              | PPD/PSD           | PPD/PSD                  | |
|          | Clara Tiago           |              | PPD/PSD           | PPD/PSD                  | |
|          | Cláudia Gomes         |              | PPD/PSD           | PPD/PSD                  | |
|          | Deesy Pinto           |              | não inscrito      | B.E.                     | Substituiu Rodrigo Trancoso. |
|          | Edgar Silva           |              | PCP               | PCP-PEV                  | Foi substituído por Ricardo Lume. |
|          | Eduardo Jesus         |              | PPD/PSD           | PPD/PSD                  | |
|          | Élvio Encarnação      |              | PPD/PSD           | PPD/PSD                  | |
|          | Élvio Sousa           |              | JPP               | JPP                      | |
|          | Fernanda Cardoso      |              | PPD/PSD           | PPD/PSD                  | Vice-presidente da Mesa. |
|          | Francisco Nunes       |              | PPD/PSD           | PPD/PSD                  | |
|          | Gil Canha             |              | PND               | PND                      | O PND foi extinto pelo Tribunal Constitucional em setembro de 2015 por não apresentação de contas há vários anos. Aí, Gil Canha passou à condição de deputado não inscrito. |
|          | Gil Canha             | não inscrito |                   | PND                      | O PND foi extinto pelo Tribunal Constitucional em setembro de 2015 por não apresentação de contas há vários anos. Aí, Gil Canha passou à condição de deputado não inscrito. |
|          | Gualberto Fernandes   |              | PPD/PSD           | PPD/PSD                  | |
|          | Guido Gonçalves       |              | PPD/PSD           | PPD/PSD                  | |
|          | Higino Teles          |              | PPD/PSD           | PPD/PSD                  | |
|          | Isabel Torres         |              | CDS-PP            | CDS-PP                   | Vice-presidente da Mesa. |
|          | Lina Pereira          |              | JPP               | JPP                      | |
|          | Lino Abreu            |              | CDS-PP            | CDS-PP                   | |
|          | Luís Calaça           |              | PPD/PSD           | PPD/PSD                  | |
|          | Lopes da Fonseca      |              | CDS-PP            | CDS-PP                   | |
|          | Jaime Filipe Ramos    |              | PPD/PSD           | PPD/PSD                  | |
|          | Jaime Leandro         |              | PS                | PS-PTP-PAN-MPT           | |
|          | João Paulo Marques    |              | PPD/PSD           | PPD/PSD                  | |
|          | Joaquim Marujo        |              | PPD/PSD           | PPD/PSD                  | |
|          | José Gonçalves        |              | PPD/PSD           | PPD/PSD                  | |
|          | José Manuel Coelho    |              | PTP               | PS-PTP-PAN-MPT           | |
|          | José Manuel Rodrigues |              | CDS-PP            | CDS-PP                   | |
|          | José Prada            |              | PPD/PSD           | PPD/PSD                  | |
|          | Josefina Carreira     |              | PPD/PSD           | PPD/PSD                  | |
|          | Mafalda Gonçalves     |              | PS                | PS-PTP-PAN-MPT           | |
|          | Marco Gonçalves       |              | PPD/PSD           | PPD/PSD                  | |
|          | Mário Pereira         |              | CDS-PP            | CDS-PP                   | |
|          | Miguel de Sousa       |              | PPD/PSD           | PPD/PSD                  | Vice-presidente da Mesa. |
|          | Nivalda Gonçalves     |              | PPD/PSD           | PPD/PSD                  | |
|          | Patrícia Silva        |              | JPP               | JPP                      | Vice-secretária da Mesa depois substituída por Rafael Nunes. |
|          | Paulo Alves           |              | JPP               | JPP                      | |
|          | Paulo Freitas         |              | PPD/PSD           | PPD/PSD                  | |
|          | Rafael Nunes          |              | JPP               | JPP                      | Vice-secretário da Mesa após Patrícia Silva deixar o cargo. |
|          | Raquel Coelho         |              | PTP               | PS-PTP-PAN-MPT           | |
|          | Ricardo Lume          |              | PCP               | PCP-PEV                  | Substituiu Edgar Silva. |
|          | Ricardo Vieira        |              | CDS-PP            | CDS-PP                   | Foi substituído por Roberto Rodrigues. |
|          | Roberto Almada        |              | B.E.              | B.E.                     | |
|          | Roberto Rodrigues     |              | CDS-PP            | CDS-PP                   | Substituiu Ricardo Vieira. |
|          | Rodrigo Trancoso      |              | B.E.              | B.E.                     | Renunciou ao cargo em agosto de 2019. Foi substituído por Deesy Pinto. |
|          | Rómulo Coelho         |              | PPD/PSD           | PPD/PSD                  | |
|          | Rubina Leal           |              | PPD/PSD           | PPD/PSD                  | |
|          | Rui Abreu             |              | PPD/PSD           | PPD/PSD                  | |
|          | Rui Barreto           |              | CDS-PP            | CDS-PP                   | |
|          | Sara Madruga da Costa |              | PPD/PSD           | PPD/PSD                  | |
|          | Sérgio Marques        |              | PPD/PSD           | PPD/PSD                  | |
|          | Sofia Canha           |              | PS                | PS-PTP-PAN-MPT           | Secretária da Mesa. |
|          | Sílvia Vasconcelos    |              | PCP               | PCP-PEV                  | |
|          | Tranquada Gomes       |              | PPD/PSD           | PPD/PSD                  | Presidente da Mesa. |
|          | Vânia Jesus           |              | PPD/PSD           | PPD/PSD                  | |
|          | Victor Freitas        |              | PS                | PS-PTP-PAN-MPT           | |